# Fujiwara no Morozane
Fujiwara no Morozane (jap. 藤原 師実; * 1042; † 14. März 1101) war ein Regent für den Tennō und Oberhaupt der einflussreichen Familie Fujiwara während der späten Heian-Zeit.
Er war auch als Kyōgoku dono (Fürst Kyōgoku) oder Go-Uji dono (der spätere Fürst Uji, 後宇治殿) bekannt. Er hatte die Positionen eines Regenten (Sesshō oder Kampaku) für zwanzig Jahre inne:
- von 1075 bis 1086 Sessho für Kaiser Shirakawa
- von 1086 bis 1094 Kampaku für Kaiser Horikawa,
- von 1094 bis 1099 Sessho für Kaiser Horikawa.

Er war Sohn von Fujiwara no Yorimichi und Fujiwara no Gishi (藤原 祇子, ihr Geburtsname ist heute nicht mehr bekannt), einer Tochter von Fujiwara no Tanenari (藤原 種成); über diese Verbindung ist er auch Enkel von Fujiwara no Michinaga.
Ein zeitgenössisches Dokument legt nahe, dass er möglicherweise der dritte Sohn war. Er hatte nacheinander die Positionen eines Sadaijin, Sessho und Kampaku. Seine adoptierte Tochter Kenshi (賢子) machte er zur Gemahlin von Kaiser Shirakawa. Kenshi starb zwar schon in jungen Jahren, hinterließ jedoch einen Sohn, der später als Kaiser Horikawa den Thron besteigen sollte.
Kaiser Shirakawa riss jedoch die politische Macht an sich und Morozane konnte nicht mehr die monopolartige Machtstellung genießen, die noch sein Vater und Großvater hatten. Auch nachdem Kaiser Horikawa die Volljährigkeit erlangte und Shirakawa abdankte und sich ins Kloster zurückzog, hielt Shirakawa die Macht weiter in den Händen.
Morozane heiratete Fujiwara no Reishi, Tochter von Minamoto no Morofusa, eines Enkels von Kaiser Murakami, später adoptiert von Fujiwara no Nobuie. Morozane hatte viele Kinder, unter anderem Fujiwara no Moromichi und Fujiwara no Ietada. Von Morozane stammen zwei Familien von Kuge ab, die Familie Kazan‘in und die Familie Oimikado (Oi-no-mikado).
Morozane ist auch als Autor der Waka-Sammlung Kyōgoku Kampakushū (dt. Anthologie des Kyōgoku Kampaku) und des Tagebuches Kyōgoku Kampaku-ki (dt. Tagebuch des Kyōgoku Kampaku) bekannt.
| Personendaten    | Personendaten         |
| ---------------- | --------------------- |
| NAME             | Fujiwara no Morozane  |
| ALTERNATIVNAMEN  | 藤原 師実 (japanisch) |
| KURZBESCHREIBUNG | japanischer Regent    |
| GEBURTSDATUM     | 1042                  |
| STERBEDATUM      | 14. März 1101         |